# Bitwa pod Ścianą
Bitwa pod Ścianą (znana także jako bitwa pod Braiłowem lub bitwa pod Brahiłowem) miała miejsce 19 grudnia 1666 podczas wojny polsko-kozacko-tatarskiej 1666–1671.
Hetman kozacki Piotr Doroszenko po koncentracji sił dysponował już armią liczącą około 20 tysięcy Kozaków, oprócz tego dołączyło doń około czterdzieści tysięcy Tatarów. W takiej sile uderzył na, liczącą według różnych szacunków od 1 do 6 tysięcy żołnierzy, polską dywizję pułkownika Sebastiana Machowskiego, która próbowała ułożyć się na leżach zimowych nad Bohem, w okolicach Ściany i Brahiłowa.
Zagrożony okrążeniem przez wielokrotnie silniejszego przeciwnika, Machowski zarządził odwrót na Ładyżyn, pod Braiłowem został jednak dopędzony przez Tatarów. Bitwa zakończyła się całkowitą klęską wojsk koronnych i wzięciem do niewoli wielu żołnierzy. Podczas bitwy zniszczono między innymi 4 chorągwie tatarskie (rodzaj polskiej lekkiej jazdy złożonej przeważnie z polskich Tatarów) dowodzone przez Mustafę Kosińskiego, Samuela Sulejmanowicza, Dawida Romanowskiego i Ułana Zasulskiego. Znaczna część żołnierzy dywizji wraz z jej naczelnym wodzem dostała się do niewoli.

## Literatura
- Piotr Borawski, Tatarzy w dawnej Rzeczypospolitej, Warszawa 1986, ISBN 83-205-3747-9
- Opis starożytney Polski, przez Tomasza Święckiego (...), Tom II, Warszawa 1816, s. 152.
- Mykoła Markiewicz, Istorija Małoj Rossii, T. II, Gława XXIX, Moskwa 1842–1843, on-line.